# Qui comincia l'avventura
Qui comincia l'avventura è un film del 1975 diretto da Carlo Di Palma, affermato direttore della fotografia alla sua seconda prova nella regia cinematografica.

## Trama
Una giovane donna a bordo della sua moto fa tappa in una cittadina della Puglia, in un viaggio che la dovrà condurre a Milano per raggiungere l'uomo che ama. Il suo carattere libero e affascinante suscita l'ammirazione di una stiratrice che lascia marito e figlio per continuare con lei il viaggio, che sarà ricco di peripezie. Alla fine le due donne giungono a Milano e l'ex stiratrice scopre che la sua amica è una mascherina di un cinematografo, che il suo famoso uomo non esiste, e che la sua libertà non è altro che un sogno.

## Produzione
Le riprese sono state girate tra Puglia e Basilicata, in gran parte a Matera.
Alcune scene, come quella nella stireria dove lavora la protagonista (interpretata da Claudia Cardinale), sono state girate nel rione Giulianello, quartiere periferico di Gravina in Puglia.
Silvan, con il suo vero nome (Aldo Savoldello), compare nei titoli come consulente delle carte da gioco; le mani che si vedono nella scena della partita a poker sono le sue.